# Dharmarakṣa
Dharmarakṣa (竺法護, Pinyin: Zhú Fǎhù, Wade-Giles: Chu fa-hu, coreano: 축법호, Chuk Beopho, giapponese: Jiku hōgo; Dunhuang, 239 – Luoyang, 316) è stato un monaco buddhista e traduttore kushan, traduttore di testi dal sanscrito al cinese.
Le origini della sua famiglia di Dharmarakṣa risalgono ad tribù nomade indoeuropea (probabilmente Tocari) conosciuta in cinese come Yuèzhī  (月氏) che si stanziò per generazioni presso Dunhuang (敦煌), una città sorta intorno ad un'oasi. Per questa ragione Dharmaraksa è conosciuto anche come il bodhisattva degli Yuèzhī  (燉煌菩薩, anche come Trepiṭaka 燉煌三藏). 
Entrò in un monastero come novizio (sramanera) all'età di otto anni. Intorno ai trent'anni parti per un viaggio lungo l'Asia centrale con il suo maestro, un monaco indiano conosciuto come Zhu Gaozuo (da cui prese il cognome cinese), alla ricerca di sutra buddisti incontrando ben 36 idiomi diversi che studiò personalmente. 
Tornato in Cina nel 265 risiedette prima a Chang'an dove fondò una scuola di traduzioni e poi a Luoyang. Si occupò personalmente della traduzione di ben 149 sutra avvalendosi della collaborazione dei buddisti laici Nie Chengyuan (聂承远) e di suo figlio Nie Daozhen (聂道真). 
Fu il primo ad introdurre in Cina una collezione di sutra Mahāyāna e a lui si deve, tra le altre opere tradotte:
- la prima traduzione del Sutra del Loto (Saddharma-puṇḍarīka-sūtra ) con il titolo di Sutra del Loto del Dharma corretto (正法華經, Zhèngfǎ huā jīng, T.D. 263.9.63-133);
- una versione del Vimalakīrtinirdeśasūtra (維摩經, Wéimó jīngL, insegnamento di Vimalakirti) andata tuttavia perduta;
- la prima versione del Daśabhūmika-sūtra  (十地經, Shídì jīng, Sutra delle dieci terre, T.D. 287.10.535a-573) che corrisponde al 31º capitolo del Buddhavataṃsakasūtra o Avataṃsakasūtra (Sutra della ghirlanda preziosa, cin. 華嚴經 Huāyán jīng, giapp. Kegon kyō, conservato nel Huāyánbù).

Dharmarakṣa è considerato il primo importante traduttore di sutra buddisti in Cina.